# 梅纳尔拉巴罗蒂耶尔
梅纳尔-拉巴罗蒂耶尔（法語：Mesnard-la-Barotière，法語發音：[mɛnaʁ la baʁɔtjɛʁ]）是法国卢瓦尔河地区大区旺代省的一个市镇，属于永河畔拉罗什区。

## 地理
梅纳尔-拉巴罗蒂耶尔（46°51'33"N, 1°5'59"W）面积11.83 平方千米，位于法国卢瓦尔河地区大区旺代省，该省份为法国西部沿海省份，北起大西洋卢瓦尔省和曼恩-卢瓦尔省，西临大西洋，南至滨海夏朗德省，东部及东南部与德塞夫勒省接壤。
与梅纳尔-拉巴罗蒂耶尔接壤的市镇（或旧市镇、城区）包括：莱塞比耶、圣菲尔让、旺德雷讷。
梅纳尔-拉巴罗蒂耶尔的时区为UTC+01:00、UTC+02:00（夏令时）。

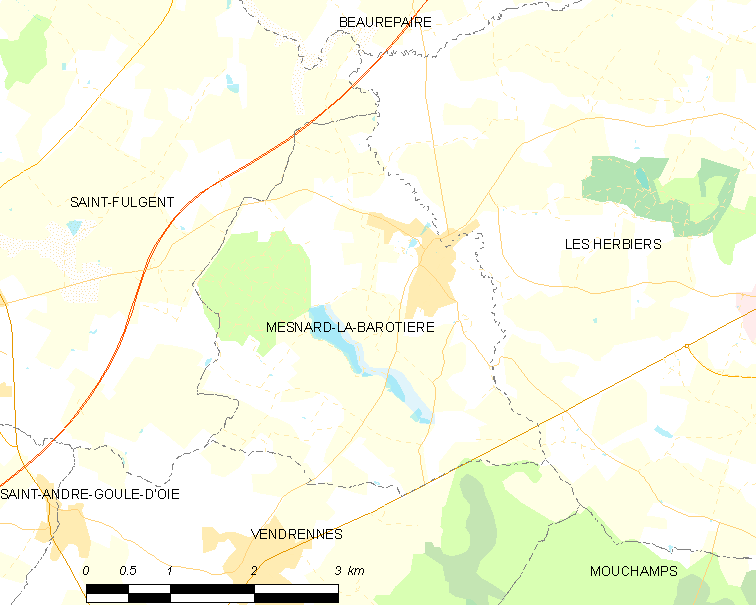
梅纳尔-拉巴罗蒂耶尔的OSM定位图

## 行政
梅纳尔-拉巴罗蒂耶尔的邮政编码为85500，INSEE市镇编码为85144。

## 政治
梅纳尔-拉巴罗蒂耶尔所属的省级选区为蒙泰居旺代县。

## 人口

1962-2008年间梅纳尔-拉巴罗蒂耶尔人口变化图示

梅纳尔-拉巴罗蒂耶尔于2022年1月1日时的人口数量为1560人。